# Bausendorf

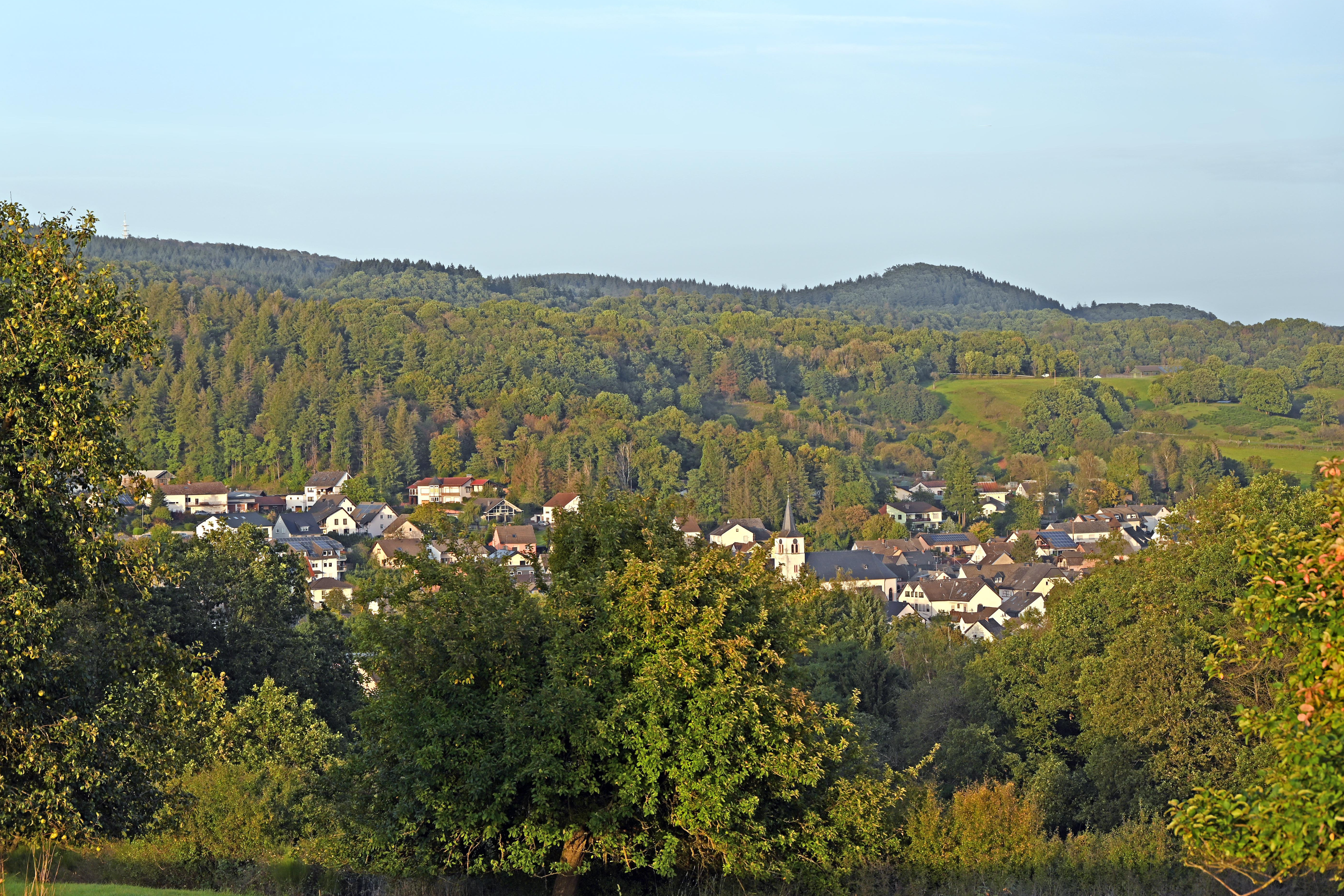
Bausendorf von Südwesten

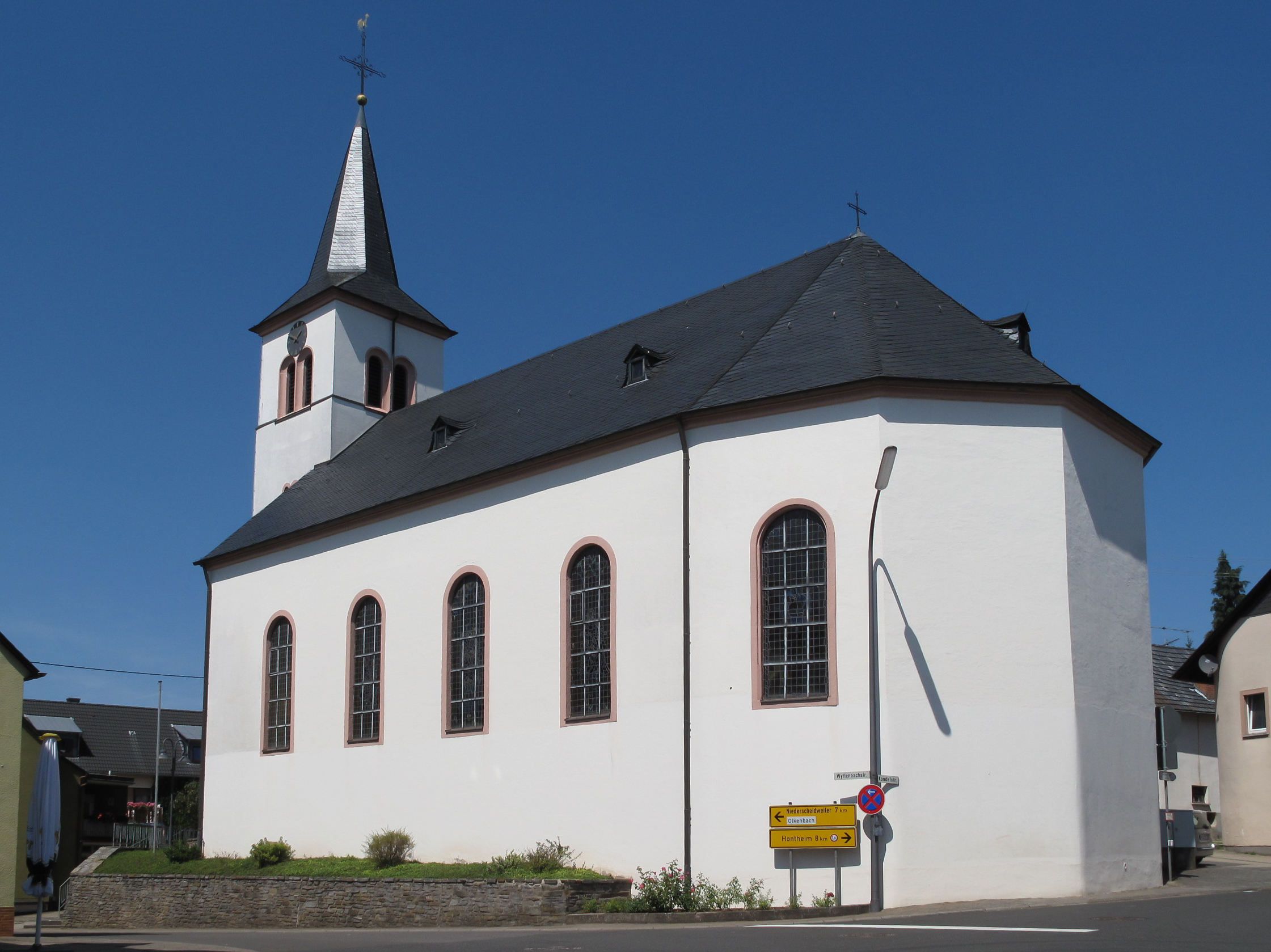
Bausendorf, Kirche

Bausendorf ist eine Ortsgemeinde im Landkreis Bernkastel-Wittlich in Rheinland-Pfalz. Sie gehört der Verbandsgemeinde Traben-Trarbach an.

## Geographie
Der Ferienort Bausendorf mit dem Ortsteil Olkenbach befindet sich geschützt am Fuße des ausgedehnten Kondelwaldes im unteren Alftal. 55,4 Prozent der Gemarkungsfläche sind bewaldet.

## Geschichte
Um 1250 wird die Kapelle Bausendorf im Landkapitel Kaimt (Zell/Mosel) im Verzeichnis der erzbischöflichen Rechte erwähnt. Olkenbach wurde erstmals 1075 in einer Urkunde des Trierer Erzbischofs Udo erwähnt, in der die Schenkung eines Gutes an das Simeonstift zu Trier bestätigt wurde.
Bis Ende des 18. Jahrhunderts gehörte Bausendorf zur reichsunmittelbaren Herrschaft Lösnich, Olkenbach gehörte zum Kurfürstentum Trier und war dem Amt Wittlich und dem Gericht Neuerburg zugeordnet.
In Folge des Ersten Revolutionskrieges wurde 1794 das Linke Rheinufer und damit auch Bausendorf und Olkenbach von Frankreich in Besitz genommen. Beide Orte waren von 1798 bis 1814 dem Kanton Wittlich im Saardepartement zugeordnet. Aufgrund der auf dem Wiener Kongress getroffenen Vereinbarungen kamen beide Orte 1815 zum Königreich Preußen und waren von 1816 an dem Kreis Wittlich im Regierungsbezirk Trier unterstellt. Seit 1946 sind beide Orte Teil des damals neu gebildeten Landes Rheinland-Pfalz.
Die heutige Ortsgemeinde entstand im Rahmen der Verwaltungsreform durch Zusammenschluss der vormals selbständigen Ortsgemeinden Bausendorf und Olkenbach am 7. Juni 1969.
Bevölkerungsentwicklung
Die Entwicklung der Einwohnerzahl von Bausendorf bezogen aus das heutige Gemeindegebiet; die Werte von 1871 bis 1987 beruhen auf Volkszählungen:
| Jahr | Einwohner |
| 1815 | 441       |
| 1835 | 805       |
| 1871 | 922       |
| 1905 | 884       |
| 1939 | 1.222     |
| 1950 | 1.046     |

| Jahr | Einwohner |
| 1961 | 1.092     |
| 1970 | 1.111     |
| 1987 | 1.172     |
| 1997 | 1.251     |
| 2005 | 1.350     |
| 2023 | 1.441     |

## Politik

### Gemeinderat
Der Gemeinderat in Bausendorf besteht aus 16 Ratsmitgliedern, die bei der Kommunalwahl am 9. Juni 2024 in einer personalisierten Verhältniswahl gewählt wurden, und dem ehrenamtlichen Ortsbürgermeister als Vorsitzendem.
Die Sitzverteilung im Gemeinderat:
| Wahl | SPD | WGH a | GZ b | WGJ c | Gesamt   |
| ---- | --- | ----- | ---- | ----- | -------- |
| 2024 | –   | –     | 6    | 10    | 16 Sitze |
| 2019 | –   | 7     | 6    | 3     | 16 Sitze |
| 2014 | –   | 7     | 9    | –     | 16 Sitze |
| 2009 | 3   | 7     | 6    | –     | 16 Sitze |
| 2004 | 4   | 10    | 2    | –     | 16 Sitze |

### Ortsbürgermeister
Heiko Jäckels wurde am 4. Juli 2024 Ortsbürgermeister von Bausendorf. Bei der Direktwahl am 9. Juni 2024 war er als einziger Kandidat mit einem Stimmenanteil von 85,5 % für fünf Jahre gewählt worden.
Jäckels Vorgänger Hans-Peter Heck hatte das Amt im Juli 2014 von Ossi Steinmetz übernommen, der es zuvor 15 Jahre ausgeübt hatte, aber 2014 nicht erneut angetreten war.

## Kultur und Sehenswürdigkeiten
Die St. Bartholomäus Wallfahrtskirche Heinzerath im Ortsteil Olkenbach liegt am Ufer des Alfbaches. Die Bewohner der nahen Eifel, der mittleren Mosel und des Wittlicher Tales pilgern alljährlich zur Zeit der Ernte zu dieser Wallfahrtskirche.
Siehe auch: Liste der Kulturdenkmäler in Bausendorf

## Wirtschaft und Infrastruktur
In Bausendorf gibt es eine Kindertagesstätte und eine Grundschule. Außerdem einen Bäcker, eine Poststelle, zwei Elektrofachgeschäfte, eine Fleischerei und drei Autohäuser. Durch den Ort führt die Bundesstraße 49. Im Westen verläuft die Bundesautobahn 1. In Ürzig ist ein Bahnhof der Moselstrecke.